# 長岡久夫
長岡 久夫（ながおか ひさお、1929年2月5日 - 2017年8月18日）は、東京都出身の元プロ野球選手（捕手、外野手）。

## 来歴・人物
東京工業高等学校（現：日本工業大学駒場中学校・高等学校）在学中の1946年、東京巨人軍（1947年より読売ジャイアンツ。以下、巨人）に練習生として入団。翌1947年まで在籍した。その後、ノンプロの豊岡物産でプレーした。1949年に中日ドラゴンズでプロ球界復帰したが、一軍公式戦出場は果たせないまま1950年に現役引退した。
巨人で初めて背番号0を付けた事で知られる。
引退後は、高校野球の監督を務めた。1994年に発足した日本プロ野球OBクラブにも会員として名を連ね、各地で開催される少年野球教室の講師としても活動した。
2017年8月18日死去。88歳没。

## 詳細情報

### 年度別打撃成績
- 一軍公式戦出場なし

### 背番号
- 0 （1946年 - 1947年）[注 9]
- 9 （1949年 - 1950年）[注 10]